# Дьяконово (Ермаковский сельский округ)
Дья́коново — упразднённая в 2000 году деревня в Даниловском районе Ярославской области России.

## География
Расположена была в 42 км к северо-западу от города Данилова, в 12 км от автомобильной дороги Череповец — Данилов.
Согласно Спискам населённых мест Ярославской губернии по сведениям 1859 года, деревня находилась по правую сторону от тракта из Данилова в село Шигарашу, в 35 верстах от Данилова, рядом с деревнями Тетерино и Рыбино.
В реестре зарегистрированных в АГКГН географических названий объектов Ярославской области на 23.12.2011 в Даниловском районе под названием Дьяконово указана только существующая одноимённая деревня Покровского сельского округа.

## История
Согласно Спискам населённых мест Ярославской губернии по сведениям 1859 года, Дьяконово являлось владельческой деревней и относилось к 2 стану Даниловского уезда Ярославской губернии. В деревне имелось 7 крестьянских дворов, проживало 17 мужчин и 24 женщины.
Упразднена официально Постановлением Государственной Думы Ярославской области от 28 ноября 2000 года № 148 «Об исключении из учётных данных населённых пунктов Даниловского района Ярославской области».